# 昂瓦勒 (瓦兹省)
昂瓦勒（法語：Hanvoile，法語發音：[ɑ̃vwal]）是法国瓦兹省的一个市镇，属于博韦区。

## 地理
昂瓦勒（49°30'42"N, 1°52'47"E）面积5.88 平方千米，位于法国上法蘭西大區瓦兹省，该省份为法国北部内陆省份，北起索姆省，西接厄尔省和滨海塞纳省，南至塞纳-马恩省和瓦兹河谷省，东临埃纳省。
与昂瓦勒接壤的市镇（或旧市镇、城区）包括：克里永、格拉蒂尼、拉沙佩勒-苏热尔伯鲁瓦、马尔坦库尔、瑟南特、维朗布赖、弗罗库尔、旺贝。

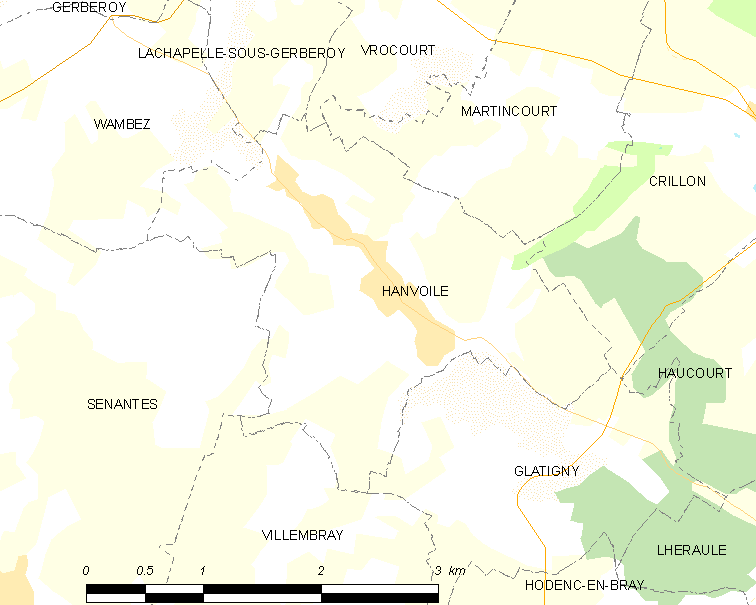
的OSM定位图

昂瓦勒的时区为UTC+01:00、UTC+02:00（夏令时）。

## 行政
昂瓦勒的邮政编码为60650，INSEE市镇编码为60298。

## 政治
昂瓦勒所属的省级选区为格朗维利耶县。

## 人口

1962-2008年间人口变化图示

昂瓦勒于2022年1月1日时的人口数量为654人。